# Miss Indiana USA
A competição de Miss Indiana USA é o concurso que escolhe a representante do Estado da Indiana para o concurso Miss USA.
Sete vencedoras do Miss Indiana USA competiram anteriormente no Miss Teen USA, mais do que qualquer outro Estado. Duas competiram no Miss América. Uma delas é Kelly Lloyd, segunda colocada no Miss Teen USA 1993 e uma das melhores classificadas na disputa do título nacional adulto, também vencedora da Tríplice Coroa.

## Sumário de resultados
- 2ªs colocadas: Holli Dennis (1981)
- 3ªs colocadas: Elaine Richards (1966), Kelly Lloyd (2002)
- 4ªs colocadas: Jayme Buecher (1978)
- Top 10: Holly Roehl (1996), Pratima Yarlagadda (1999), Tashina Kastigar (2003), Brittany Mason (2008)
- Top 16: Jillian Wunderlich (2011)
- Top 20: Mekayla Diehl (2014)

## Vencedoras

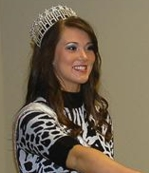
Allison Biehle, Miss Indiana USA 2010

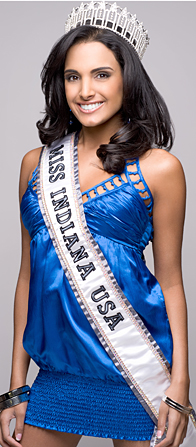
Courtni Hall, Miss Indiana USA 2009

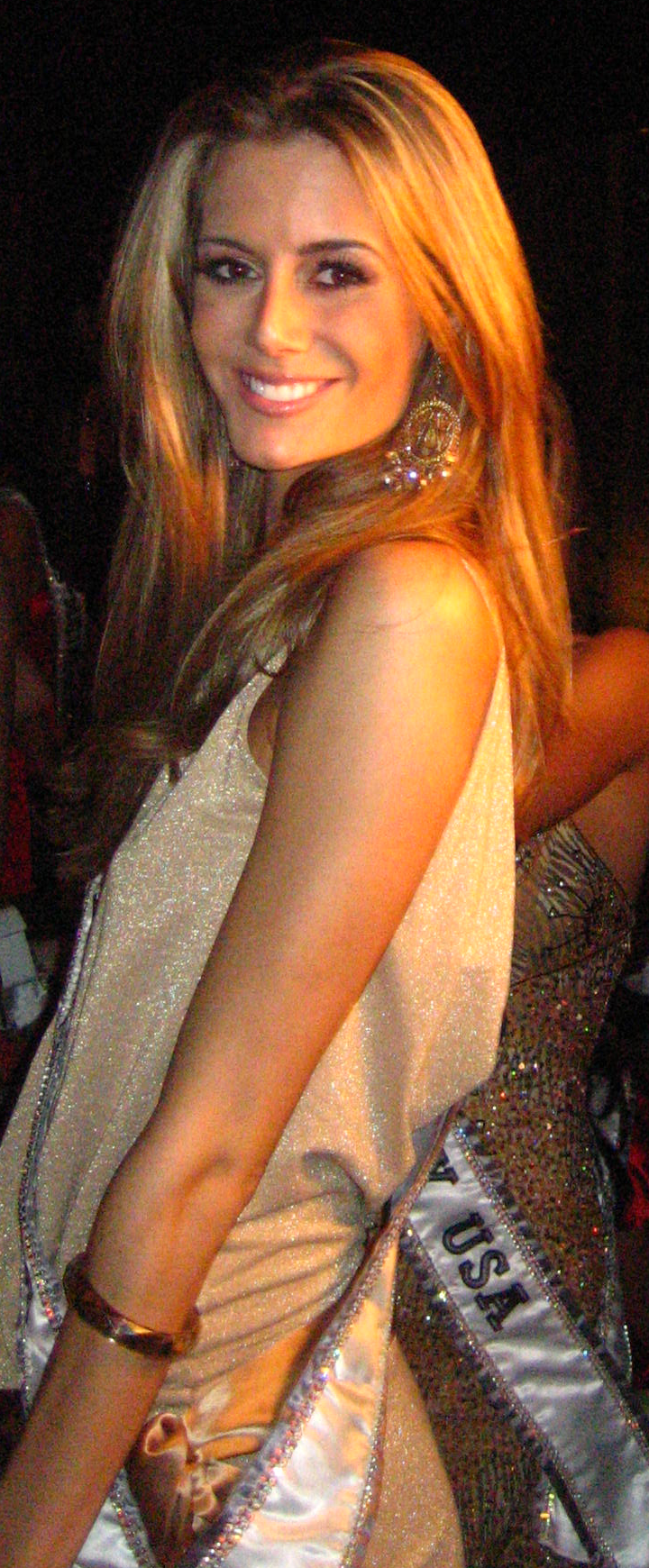
Brittany Mason, Miss Indiana USA 2008

| Ano  | Nome                 | Cidade           | Idade1 | Classificação no Miss USA | Premiações Especiais no Miss USA | Notas |
| ---- | -------------------- | ---------------- | ------ | ------------------------- | -------------------------------- | --- |
| 2020 | Alexis Lete          | New Albany       | 22     |                           |                                  | |
| 2019 | Tate Fritchley       | Evansville       | 21     |                           | Miss Simpatia                    | |
| 2018 | Darrian Arch         | Chesterton       | 22     |                           |                                  | Anteriormente Miss Indiana Teen USA 2013 |
| 2017 | Brittany Winchester  | Indianapolis     | 27     |                           |                                  | |
| 2016 | Morgan Abel          | North Vernon     | 25     |                           |                                  | Anteriormente Miss Indiana Teen USA 2008 |
| 2015 | Gretchen Reece       | North Vernon     | 23     |                           | Miss Fotogenia                   | |
| 2014 | Mekayla Diehl        | Bristol          | 25     | Top 20                    |                                  | |
| 2013 | Emily Hart           | Fort Wayne       | 25     |                           |                                  | |
| 2012 | Megan Myrehn         | Carmel           | 20     |                           |                                  | Anteriormente Miss Virginia Teen USA 2008 e semifinalista (Top 15) no Miss Teen USA 2008 |
| 2011 | Jillian Wunderlich   | Kokomo           | 19     | Top 16                    |                                  | |
| 2010 | Allison Lynn Biehle  | North Vernon     | 21     |                           |                                  | |
| 2009 | Courtni Shabana Hall | Crawfordsville   | 22     |                           |                                  | Foi Miss Indiana Teen USA 2004 |
| 2008 | Brittany Mason       | Anderson         | 21     | Top 10                    |                                  | |
| 2007 | Jami Stallings       | Newburgh         | 20     |                           |                                  | Previously Miss Indiana Teen USA 2003, Top 15 at Miss Teen USA 2003 |
| 2006 | Bridget Bobel        | Peru             | 26     |                           |                                  | Top 10 no National Sweetheart 2004; Irmã da Miss Indiana 2000 Betsy Bobel |
| 2005 | Kaitlyn Christopher  | Kokomo           | 18     |                           |                                  | |
| 2004 | Stephanie Keusch     | Jasper           | 24     |                           |                                  | |
| 2003 | Tashina Kastigar     | West Terre Haute | 22     | Semi-finalista            |                                  | Foi Miss Indiana Teen USA 1998 |
| 2002 | Kelly Lloyd          | Indianapolis     | 25     | 3ª colocada               |                                  | Vencedora da Tríplice Coroa, foi Miss Indiana Teen USA 1993, 2ª colocada no Miss Teen USA 1993 e Miss Indiana 1999; 3ª colocada no National Sweetheart 1998; Atual diretora de operações do Miss Indiana USA e do Miss Indiana Teen USA |
| 2001 | Sarah McClary        | Evansville       | 22     |                           |                                  | Foi Miss Indiana Teen USA 1995 |
| 2000 | Kristal Wile         | Anderson         | 23     |                           |                                  | |
| 1999 | Pratima Yarlagadda   |                  |        | Semi-finalista            |                                  | |
| 1998 | Nicole Llewellyn     |                  |        |                           |                                  | Foi Miss Indiana Teen USA 1992 (semifinalista no Miss Teen USA 1992) e mais tarde Mrs. Indiana 2001, Mrs. America 2001 & Mrs. World 2002 sob o nome de casada, Nicole Brink.                                                            |
| 1997 | Tricia Nosko         | Evansville       | 25     |                           |                                  | |
| 1996 | Holly Roehl          |                  | 23     | Semi-finalista            |                                  | Foi Miss Georgia Teen USA 1990, 3ª colocada no Miss Teen USA 1990 |
| 1995 | Heather Hart         | Newburgh         |        |                           |                                  | Foi Miss Indiana Teen USA 1991, Top 12 no Miss Teen USA 1991 |
| 1994 | Kim Scull            | Clarksville      |        |                           |                                  | |
| 1993 | Lisa Higgins         | South Bend       |        |                           |                                  | |
| 1992 | Heather Gray         |                  |        |                           | Melhor traje típico estadual     | |
| 1991 | Cathi Bennett        |                  |        |                           |                                  | |
| 1990 | Meri Buker           |                  |        |                           |                                  | |
| 1989 | Gwen Volpe           |                  |        |                           |                                  | |
| 1988 | Loetta Earnest       |                  |        |                           |                                  | |
| 1987 | Alecia Masalkoski    | Bremen           |        |                           |                                  | Foi Miss Michigan 1985 |
| 1986 | Diane Andrysiak      | South Bend       |        |                           |                                  | |
| 1985 | Theresa Hobbs        | Wilmington       |        |                           |                                  | |
| 1984 | Susan Willardo       | Highland         |        |                           |                                  | |
| 1983 | Toni Yudt            | Portage          |        |                           |                                  | |
| 1982 | Sara Binkley         | Greencastle      |        |                           |                                  | |
| 1981 | Holli Dennis         | Fort Wayne       |        | 2ª colocada               |                                  | |
| 1980 | Susan Osby           |                  |        |                           |                                  | |
| 1979 | Deborah Hayes        | Kokomo           |        |                           |                                  | |
| 1978 | Jayme Buecher        |                  |        | 4ª colocada               |                                  | |
| 1977 | Lynn Flaherty        | Nappanee         |        |                           |                                  | |
| 1976 | Annette Anderson     |                  |        |                           |                                  | |
| 1975 | Jo Berryman          | Kokomo           |        | Semi-finalist             |                                  | representou Indiana no Miss World USA 1974, mas não se classificou |
| 1974 | Lisa Childress       |                  |        |                           |                                  | |
| 1973 | Debbie Ausenbaugh    |                  |        |                           |                                  | |
| 1973 | Tessa Seay           | New Albany       |        | Semi-finalista            |                                  | |
| 1972 | Julie Clifford       |                  |        |                           |                                  | 2ª colocada no Miss World USA 1975 |
| 1971 | Debra Downhour       |                  |        |                           |                                  | |
| 1970 | Mary McBride         | Michigan City    |        |                           |                                  | |
| 1969 | Linda Smith          |                  |        |                           |                                  | |
| 1968 | Nikki Peck           |                  |        |                           |                                  | |
| 1967 | Pamela Talmadge      |                  |        |                           |                                  | |
| 1966 | Elaine Richards      |                  |        | 3ª colocada               |                                  | Morreu aos 41 anos em 1984 devido a complicações de saúde |
| 1965 | Não competiu         |                  |        |                           |                                  | |
| 1964 | Charlene Kratochvil  |                  |        |                           |                                  | |
| 1963 | Vickie Little        |                  |        |                           |                                  | |
| 1962 | Sue Ekamp            |                  |        | Semi-finalista            |                                  | |
| 1961 | Janice Oliver        |                  |        |                           |                                  | |
| 1960 | June Cochran         |                  |        |                           |                                  | Modelo da Playboy |
| 1959 | Anita Watkins        |                  |        |                           |                                  | |
| 1958 | Shirley Ball         |                  |        |                           |                                  | |
| 1957 | Pat Dorsett          |                  |        |                           |                                  | |
| 1956 | Beverly Mattox       |                  |        |                           |                                  | |
| 1955 | Mary Wasick          |                  |        |                           |                                  | |
| 1954 | Cecilia Dennis       |                  |        | Semi-finalista            |                                  | |
| 1953 | Edith Krumme         |                  |        |                           |                                  | |
| 1952 | Virginia Johnson     |                  |        | Semi-finalista            |                                  | |

1 Idade à época do concurso Miss USA